# Liste der Werke von Philip K. Dick
Diese Liste der Werke von Philip K. Dick umfasst alle Werke von Philip K. Dick, einschließlich derer, die unter seinen Pseudonymen Jack Dowland und Richard Phillips veröffentlicht wurden. Die Liste enthält auch postume Veröffentlichungen. 

## Romane
- Solar Lottery. Ace Books, New York City 1955, ISBN 0-575-07455-8.
  - Griff nach der Sonne (= Abenteuer im Weltenraum. Band 7). Alfons Semrau, Hamburg 1958 (Deutsche Erstveröffentlichung).
  - Hauptgewinn: Die Erde. Goldmann, München 1971, ISBN 3-442-23131-0.

- The World Jones Made. Ace Books, New York City 1956. – Neueste Ausgabe bei Victor Gollancz Ltd., London 2003, ISBN 0-575-07457-4. Deutsche Erstveröffentlichung: Geheimprojekt Venus. Übersetzt von H.G. Zimmerhäckel. Alfons Semrau Verlag, Hamburg, 1958, in der Heftreihe Abenteuer im Weltenraum, Nr. 8. Gekürzter Nachdruck in der Heftreihe Terra Extra, Nr. 73, Moewig Verlag, München, 1965. Deutsche Ausgabe: Die seltsame Welt des Mr. Jones. Übersetzt von Tony Westermayr. Goldmann Verlag, München 1971.

- The Man Who Japed. Ace Books, New York City 1956. – Neueste Ausgabe bei Vintage Books, New York City 2003, ISBN 0-375-71935-0. Deutsche Ausgabe: Der heimliche Rebell. Herausgegeben von Hans Joachim Alpers. Übersetzt von Karl-Ulrich Burgdorf. Moewig, München 1981, ISBN 3-8118-3529-7.
- Eye in the Sky. Ace Books, New York City 1957. – Neueste Ausgabe bei Victor Gollancz Ltd., London 2003, ISBN 0-575-07456-6. Deutsche Ausgabe: Und die Erde steht still. Übersetzt von Hans-Ulrich Nichau. Goldmann Verlag, München 1971.
- The Cosmic Puppets. Ace Books, New York City 1957. – Neueste Ausgabe bei Victor Gollancz Ltd., London 2006, ISBN 0-575-07670-4. Deutsche Ausgabe: Kosmische Puppen.
- Time Out of Joint. J. B. Lippincott & Co., Philadelphia 1959. – Neueste Ausgabe in der Reihe SF Masterworks bei Victor Gollancz Ltd., London 2003, ISBN 0-575-07458-2. Deutsche Erstausgabe: Zeit ohne Grenzen. Übersetzt von Transgalaxis. Balowa-Verlag, Balve ca. 1965. – Neuausgabe als Zeitlose Zeit. Übersetzt von Tony Westermayr. Goldmann Verlag, München 1978, ISBN 3-442-23269-4. – Neuausgabe als Zeit aus den Fugen. Übersetzt von Gerd Burger und Barbara Krohn. Haffmans Verlag, Zürich 1995, ISBN 3-251-20186-7. – Neueste Ausgabe bei Heyne-Verlag, München 2002, ISBN 3-453-21730-6.
- Vulcan’s Hammer. Ace Books, New York City 1960. – Neueste Ausgabe bei Vintage Books, 2004, ISBN 1-4000-3012-9. Deutsche Erstveröffentlichung (gekürzt): Vulkans Hammer, Moewig Verlag, 1965, in der Heft-Reihe TERRA Utopische Romane, Nr. 395. Spätere Ausgabe: Vulkan 3. Übersetzt von Tony Westermayr. Goldmann Verlag, München 1973, ISBN 3-442-23170-1. – Neuausgabe als Vulkans Hammer. Übersetzt von Leo P. Kreysfeld. Bastei-Verlag Lübbe, Bergisch Gladbach 1986, ISBN 3-404-22094-3.
- Dr. Futurity. Ace Books, New York City 1960. – Neueste Ausgabe bei Vintage Books, 2007, ISBN 978-1-4000-3009-5. Deutsche Ausgabe: Schachfigur im Zeitspiel. Herausgegeben von Hans Joachim Alpers. Übersetzt von Martin Eisele. Moewig, Rastatt 1983, ISBN 3-8118-3614-5,
- The Man in the High Castle. G. P. Putnam’s Sons, New York City 1962. – Neueste Ausgabe in der Reihe SF Masterworks. Victor Gollancz, London 2009, ISBN 978-0-575-08205-2. Deutsche Erstausgabe: Das Orakel vom Berge. Übersetzt von Heinz Nagel. König, München 1973, ISBN 3-8082-0082-0. – Neuausgabe übersetzt von Norbert Stöbe. Heyne-Verlag, München 2008, ISBN 978-3-453-52272-5.
- The Game-Players of Titan. Ace Books, New York City 1963. – Neueste Ausgabe von Harper Voyager, 2008, ISBN 978-0-00-711588-4. Deutsche Ausgabe: Das Globus-Spiel. Übersetzt von Tony Westermayr. Goldmann Verlag, München 1978, ISBN 3-442-23272-4.
- The Penultimate Truth. Belmont Books, o. O. 1964. – Neueste Ausgabe in der Reihe SF Masterworks. Victor Gollancz, London 2005, ISBN 0-575-07481-7. Deutsche Erstausgabe: Zehn Jahre nach dem Blitz. Übersetzt von Tony Westermayr. Goldmann Verlag, München 1970. – Neuausgabe übersetzt von Waltraud Götting. Bastei-Verlag Lübbe, Bergisch Gladbach 1984, ISBN 3-404-21177-4.
- Martian Time-Slip. Ballantine Books, 1964. – Neueste Ausgabe: Victor Gollancz, London 2007, ISBN 978-0-575-07996-0. Deutsche Erstausgabe: Mozart für Marsianer. Übersetzt von Renate Laux. Insel-Verlag, Frankfurt am Main 1973, ISBN 3-458-05857-5. – Neuausgabe als Marsianischer Zeitsturz. Heyne-Verlag, München 2005, ISBN 3-453-21726-8.
- The Simulacra. Ace Books, New York City 1964. – Neueste Ausgabe in der Reihe SF Masterworks bei Victor Gollancz Ltd., London 2004, ISBN 0-575-07460-4. Deutsche Ausgabe: Simulacra. Übersetzt von Uwe Anton. Droemer Knaur, München, Zürich 1978, ISBN 3-426-00708-8. – Neueste Ausgabe: Heyne-Verlag, München 2005, ISBN 3-453-53211-2.
- Clans of the Alphane Moon. Ace Books, New York City 1964. – Neueste Ausgabe bei Harper Voyager, 2008, ISBN 978-0-00-648248-2. Deutsche Erstausgabe: Kleiner Mond für Psychopathen. Übersetzt von Rosemarie Hundertmarck. Bastei-Verlag Lübbe, Bergisch Gladbach 1979, ISBN 3-404-01383-2. – Neuausgabe als Die Clans des Alpha-Mondes. Übersetzt von Ronald M. Hahn. Ullstein-Verlag, Frankfurt am Main, West-Berlin 1988, ISBN 3-548-31171-7. – Neuausgabe als Auf dem Alphamond. ISBN 3-453-52271-0 (angekündigt, aber nie erschienen). Neuauflage ISBN 978-3-596-90696-3 Fischer Verlag 2020.
- The Three Stigmata of Palmer Eldritch. Doubleday, o. O. 1965, ISBN 0-575-07997-5. – Neueste Ausgabe in der Reihe SF Masterworks bei Victor Gollancz Ltd., London 2003, ISBN 0-575-07480-9. Deutsche Erstausgabe: LSD-Astronauten. Übersetzt von Anneliese Strauss. Insel-Verlag, Frankfurt am Main 1971. – Neuausgabe als Die drei Stigmata des Palmer Eldritch. Übersetzt von Thomas Mohr. Haffmans Verlag, Zürich 1997, ISBN 3-251-30064-4. – Neueste Ausgabe bei Heyne-Verlag, München 2002, ISBN 3-453-21729-2.
- Dr. Bloodmoney, or How We Got Along After the Bomb. Ace Books, New York City 1965. – Neueste Ausgabe in der Reihe SF Masterworks bei Victor Gollancz Ltd., London 2000, ISBN 1-85798-952-X. Deutsche Erstausgabe: Nach dem Weltuntergang. Übersetzt von Tony Westermayr. Goldmann Verlag, München 1977, ISBN 3-442-23256-2 – Neuausgabe als Kinder des Holocaust. Übersetzt von Horst Pukallus. Moewig, Rastatt 1984, ISBN 3-8118-3638-2. – Neuausgabe als Nach der Bombe. Übersetzt von Friedrich Mader. Heyne-Verlag, München 2004, ISBN 3-453-53004-7. Zwei Auflagen.
- Now Wait for Last Year. Doubleday, o. O. 1966. – Neueste Ausgabe: Voyager, 2009, ISBN 978-0-00-648244-4 Deutsche Erstausgabe: Warte auf das letzte Jahr. Herausgegeben von Hans Joachim Alpert. Übersetzt von Thomas Ziegler. Moewig, München 1981, ISBN 3-8118-3520-3. – Neuausgabe überarbeitet von Alexander Martin. Heyne-Verlag, München 2006, ISBN 3-453-53210-4.
- The Crack in Space. Ace Books, New York City 1966. – Neueste Ausgabe bei Vintage Books, 2005, ISBN 1-4000-3006-4. Deutsche Ausgabe: Das Jahr der Krisen. Herausgegeben von Hans Joachim Alpers. Übersetzt von Martin Eisele. Moewig, Rastatt 1982, ISBN 3-8118-3581-5.
- The Unteleported Man. Ace Books, New York City 1966. – Erweiterte Fassung als Lies, Inc. Berkley Books, o. O. 1983. – Neueste Ausgabe bei Vintage Books, 2008, ISBN 978-1-4000-3008-8. Deutsche Ausgabe: Der unteleportierte Mann. Übersetzt von Karl Ulrich Burgdorf. Bastei-Verlag Lübbe, Bergisch Gladbach 1984, ISBN 3-404-22069-2. – Neueste Auflage: 1989, ISBN 3-404-22069-2.
- The Zap Gun. Pyramid Books, o. O. 1967. – Neueste Ausgabe bei Victor Gollancz Ltd., London 2008, ISBN 978-0-575-07672-3. Deutsche Ausgabe: Das Labyrinth der Ratten. Übersetzt von Tony Westermayr. Goldmann Verlag, München 1979, ISBN 3-442-23300-3.
- Counter-Clock World. Berkley Books, o. O. 1967. – Neueste Ausgabe bei Harper Voyager, 2008, ISBN 978-0-00-712770-2. Deutsche Erstausgabe: Die Zeit läuft zurück. Übersetzt von Tony Westermayr. Goldmann Verlag, München 1977, ISBN 3-442-23248-1. – Neuausgabe als Die Zeit läuft aus. – Neuausgabe als Die Zeit: Auf Gegenkurs. Übersetzt von Thomas Ziegler. Ullstein-Verlag Frankfurt am Main / West-Berlin 1988, ISBN 3-548-31173-3.
- The Ganymede Takeover. Mit Ray Nelson. Ace Books, New York City 1967. – Neueste Ausgabe bei Legend, 1991, ISBN 0-09-921490-3. Deutsche Ausgabe: Die Invasoren von Ganymed. Übersetzt von Bernt Kling. Bastei-Verlag Lübbe, Bergisch Gladbach 1976, ISBN 3-404-05193-9.
- Do Androids Dream of Electric Sheep?, 1968. – Neueste Ausgabe in der Reihe SF Masterworks. Victor Gollancz, London 2010, ISBN 978-0-575-09418-5. Deutsche Erstausgabe: Träumen Roboter von elektrischen Schafen? Übersetzt von Norbert Wölfl. Von Schröder Verlag, Hamburg/Düsseldorf 1969. – Neuausgabe als Träumen Androiden von elektrischen Schafen? ISBN 3-453-21728-4. – Neuausgabe als Blade Runner. Überarbeitet von Jacqueline Dougoud. Haffmans Verlag, Zürich 1993, ISBN 3-251-30019-9. – Neueste Ausgabe bei Heyne-Verlag, München 2002, ISBN 3-453-21728-4 Hörbuch: Träumen Androiden. Regie: Marina Dietz. Sprecher: Udo Wachtveitl, Sophie von Kessel, Max Tidof. Der Hör-Verlag, München 1999, ISBN 3-89584-774-7.
- Galactic Pot-Healer. Berkley Books, 1969. – Neueste Ausgabe bei Victor Gollancz Ltd., London 2005, ISBN 0-575-07462-0. Deutsche Erstausgabe: Joe von der Milchstraße. Übersetzt von Joachim Pente. Fischer Taschenbuch Verlag, Frankfurt am Main 1974, ISBN 3-436-01666-7. – Neuausgabe als Der galaktische Topfheiler. ISBN 3-453-53013-6. – Neueste Ausgabe bei Heyne-Verlag, München 2004, ISBN 3-453-53013-6.
- Ubik. Doubleday, 1969, ISBN 0-575-07921-5. – Neueste Ausgabe in der Reihe SF Masterworks bei Victor Gollancz Ltd., London 2000, ISBN 1-85798-853-1. Deutsche Ausgabe: Ubik. Übersetzt von Renate Laux. Suhrkamp-Verlag, Frankfurt am Main 1977, ISBN 3-518-06940-3. – Neuausgabe: Ubik und Ubik – Das Drehbuch. Überarbeitet von Alexander Martin. Heyne-Verlag, München 2003, ISBN 3-453-87336-X. Zwei Auflagen.
- A Maze of Death. Doubleday, 1970. – Neueste Ausgabe in der Reihe SF Masterworks bei Victor Gollancz Ltd., London 2005, ISBN 0-575-07461-2. Deutsche Ausgabe: Irrgarten des Todes. Übersetzt von Yoma Cap. Heyne-Verlag, München 1974, ISBN 3-453-30292-3. – Neueste Auflage: 2005, ISBN 3-453-53021-7 Hörbuch: Irrgarten des Todes. Herausgegeben von Volker Neuhaus, gelesen von Christina Vayhinger. Delta Music & Entertainment, o. O. 2005, ISBN 3-86538-110-3.
- Our Friends from Frolix 8. Ace Books, New York City 1970, ISBN 0-441-64401-5. … 0-575-07671-2. Deutsche Ausgabe: Die Mehrbegabten. Übersetzt von Tony Westermayr. Goldmann Verlag, München 1978, ISBN 3-442-23275-9.
- We Can Build You. DAW Books, New York City 1972. – Neueste Ausgabe bei Harper Voyager, 2008, ISBN 978-0-00-648279-6. Deutsche Erstausgabe: Die rebellischen Roboter. Übersetzt von Tony Westermayr. Goldmann Verlag, München 1977, ISBN 3-442-23252-X. – Neuausgabe als Die Lincoln-Maschine. Übersetzt von Frank Böhmert. Heyne-Verlag, München 2007, ISBN 978-3-453-52270-1.
- Flow My Tears, the Policeman Said. Doubleday, 1974, ISBN 0-7838-9583-6. – Neueste Ausgabe in der Reihe SF Masterworks bei Victor Gollancz Ltd., London 2001, ISBN 1-85798-341-6. Deutsche Ausgabe: Eine andere Welt. Übersetzt von Walter Brumm. Heyne-Verlag, München 1977, ISBN 3-453-30394-6. – Neueste Auflage bei Heyne-Verlag, München 2004, ISBN 3-453-87403-X.
- Confessions of a Crap Artist. Entwhistle Books, 1975. – Neueste Ausgabe bei Victor Gollancz Ltd., London 2005, ISBN 0-575-07464-7. Deutsche Ausgabe: Eine Bande von Verrückten. Bekenntnisse eines Schundkünstlers. Übersetzt von Gero Reimann und Jennifer K. Klipp-Reimann. Reidar-Verlag, Hamburg 1987, ISBN 3-924848-04-1.
- Deus Irae. (mit Roger Zelazny), 1976. – Neueste Ausgabe von Vintage Books, 2003, ISBN 1-4000-3007-2. Deutsche Ausgabe: Der Gott des Zorns. Übersetzt von Rosemarie Hundertmarck. Lübbe, Bergisch Gladbach 1979, ISBN 3-404-01125-2.
- A Scanner Darkly. Doubleday, 1977, ISBN 0-385-01613-1. – Neueste Ausgabe in der Reihe SF Masterworks bei Victor Gollancz Ltd., London 1999, ISBN 1-85798-847-7. Deutsche Ausgabe: Der dunkle Schirm. Übersetzt von Karl-Ulrich Burgdorf. Bastei-Verlag Lübbe, Bergisch Gladbach 1980. – Neuausgabe überarbeitet von Alexander Martin. Heyne-Verlag, München 2004, ISBN 3-453-87368-8. Zwei Auflagen.
- Valis. Bantam Books, New York 1981, ISBN 0-553-14156-2. – Neueste Ausgabe in der Reihe SF Masterworks bei Victor Gollancz Ltd., London 2001, ISBN 1-85798-339-4. Deutsche Ausgabe: Valis. Enthalten in: Die Valis-Trilogie. ISBN 3-453-21727-6.
- The Divine Invasion. Timescape Books, New York City 1981, ISBN 0-671-41776-2. – Neueste Auflage: Harper Voyager, 2008, ISBN 978-0-00-648250-5. Deutsche Ausgabe: Die göttliche Invasion. enthalten in: Die Valis-Trilogie. ISBN 3-453-21727-6.
- The Transmigration of Timothy Archer. Timescape Books, New York City 1982, ISBN 0-671-44066-7. Deutsche Ausgabe: Die Wiedergeburt des Timothy Archer. Herausgegeben von Hans Joachim Alpers. Übersetzt von Thomas Ziegler. Moewig, Rastatt 1984, ISBN 3-8118-3659-5. – Enthalten in: Die Valis-Trilogie. ISBN 3-453-21727-6.
- The Man Whose Teeth Were All Exactly Alike. Geschrieben 1960. Postum veröffentlicht bei Mark V. Ziesing, Willimantic (Connecticut) 1984, ISBN 0-9612970-0-X. Deutsche Ausgabe: Der Mann, dessen Zähne alle exakt gleich waren. Übersetzt von Joachim Körber. Edition Phantasia, Linkenheim 1985, ISBN 3-924959-00-5.
- Radio Free Albemuth. Geschrieben 1976. Postum veröffentlicht bei Arbor House, Westminster (Maryland) 1985, ISBN 0-87795-762-2. Deutsche Ausgabe: Radio Freies Albemuth. Übersetzt von Peter Robert. Moewig, Rastatt 1987, ISBN 3-8118-3746-X.
- Puttering About in a Small Land. Geschrieben 1957. Postum veröffentlicht bei Academy Chicago Publishers, Chicago 1985, ISBN 0-89733-149-4. Deutsche Ausgabe: Unterwegs in einem kleinen Land. Übersetzt von Jürgen Bürger und Kathrin Bielfeldt. Liebeskind Verlag, München 2009, ISBN 978-3-935890-63-2[1][2]
- In Milton Lumky Territory. Geschrieben 1958. Postum veröffentlicht bei Dragon Press, 1985 Deutsche Ausgabe: In Milton-Lumky-Land. Übersetzt von Joachim Körber. Edition Phantasia, Bellheim 1995, ISBN 3-924959-27-7.
- Humpty Dumpty in Oakland. Geschrieben 1960. Postum veröffentlicht bei Victor Gollancz Ltd., London 1986, ISBN 0-575-03875-6.
- Mary and the Giant. Geschrieben 1953/55. Postum veröffentlicht bei Arbor House, Westminster (Maryland) 1987, ISBN 0-87795-850-5. Deutsche Ausgabe: Mary und der Riese. Übersetzt von Joachim Körber. Edition Phantasia, Bellheim 2010, ISBN 978-3-924959-80-7.
- The Broken Bubble. Geschrieben 1956. Postum veröffentlicht bei Arbor House, Westminster (Maryland) 1988, ISBN 1-55710-012-8. Deutsche Ausgabe: „Die kaputte Kugel“. Übersetzt von Britta Stabenow. Haffmans Verlag, Zürich 1993, ISBN 3-251-00216-3.
- Nick and the Glimmung. Geschrieben 1966. Postum veröffentlicht bei Victor Gollancz Ltd., London 1988, ISBN 0-575-04307-5. Deutsche Ausgabe: „Nick und der Glimmung.“ Übersetzt von Joachim Körber mit Illustrationen von L. G. X. Lillian Mousli. Edition Phantasia, Bellheim 2000, ISBN 3-924959-54-4.
- Gather Yourselves Together. Geschrieben 1950. Postum veröffentlicht bei WCS Books, o. O. 1994, ISBN 1-878914-05-7.
- Voices from the Street. Geschrieben 1952. Postum veröffentlicht bei Tor Books, New York City 2007, ISBN 978-0-7653-1692-9. Deutsche Ausgabe: Stimmen der Straße. Liebeskind Verlag, München 2010, ISBN 978-3-935890-72-4.[3]

## Kurzgeschichten
Die Kurzgeschichten sind hier nach dem Datum ihrer Erstveröffentlichung angeordnet. Die deutschen Titel folgen der Ausgabe Sämtliche Erzählungen in 10 Bänden, Haffmans 1993–2001, für die sämtliche Kurzgeschichten neu übersetzt wurden.
Bei Haffmans Verlag im Vertrieb von Zweitausendeins erschienen 2008 Sämtliche 118 SF-Geschichten in einer Kassette mit fünf Bänden (ISBN 978-3-86150-803-8), ergänzt um einen Begleitband mit einem autobiographischen Text Dicks, einem Essay von Herausgeber Heiko Arntz, einem Comic von Robert Crumb sowie einer kleinen PKD-Chronik.
Weiterhin sind mehrere Auswahlbände mit Kurzgeschichten von Dick erschienen: Eine Handvoll Dunkelheit (Moewig 1981, ISBN 3-8118-3543-2), Die besten Stories von Philip K. Dick (Playboy Science Fiction 1981, ISBN 3-8118-6712-1), Eine Spur Wahnsinn (Sammlung Luchterhand 1986, ISBN 3-472-61603-2), Kosmische Puppen und andere Lebensformen (Heyne 1986, ISBN 3-453-31321-6), Der goldene Mann (Moewig 1987, ISBN 3-8118-3759-1) und Der unmögliche Planet (Heyne 2002, ISBN 3-453-21731-4).
1952
- Beyond Lies the Wub. – Und jenseits – das Wobb (Erstveröffentlichung in: Planet Stories, Juli 1952)[6]
- The Gun. – Die Kanone (Erstveröffentlichung in: Planet Stories, September 1952)[6]
- The Skull – Der Schädel (Erstveröffentlichung in: If, September 1952)[6]
- The Little Movement. – Die kleine Bewegung (Erstveröffentlichung in: Fantasy & Science Fiction, November 1952)[6]

1953
- The Defenders. – Die Verteidiger (Erstveröffentlichung in: Galaxy, Januar 1953)[6]
- Mr. Spaceship – Mr. Raumschiff (Erstveröffentlichung in: Imagination, Januar 1953)[6]
- Piper in the Woods. – Pfeifer im Wald (Erstveröffentlichung in: Imagination, Februar 1953)[6]
- Roog. – Roog (verfasst im November 1951; Erstveröffentlichung in: Fantasy & Science Fiction, Februar 1953)[7]
- The Infinites. – Die Unendlichen (Erstveröffentlichung in: Planet Stories, Mai 1953)[6]
- Second Variety. – Variante Zwei (Filmadaption als Screamers)
- The World She Wanted. – Die Welt, die sie wollte
- Colony. – Kolonie (verfasst am 11. August 1952; Erstveröffentlichung in: Galaxy, Juni 1953)[8]
- The Cookie Lady. – Die Keksfrau
- Impostor. – Hochstapler. (Filmadaption als Impostor)
- Paycheck. – Zahltag (verfasst am 31. Juli 1952; Erstveröffentlichung in: Imagination, Juni 1953; Filmadaption als Paycheck – Die Abrechnung)[9]
- The Preserving Machine. – Die Bewahrungsmaschine (Erstveröffentlichung in: Fantasy & Science Fiction, Juni 1953)[6]
- The Cosmic Poachers. – Die kosmischen Wilderer
- Expendable./»He Who Waits« – Entbehrlich (Erstveröffentlichung in: Fantasy & Science Fiction, Juli 1953)[6]
- The Indefatigable Frog. – Der unermüdliche Frosch (Erstveröffentlichung in: Fantastic Story Magazine, Juli 1953)[6]
- The Variable Man. – Der variable Mann (Erstveröffentlichung in: Space Science Fiction, Juli 1953)[6]
- Out in the Garden. – Draußen im Garten (verfasst am 31. Juli 1952; Erstveröffentlichung in: Fantasy Fiction, August 1953)[9]
- The Commuter. – Der Pendler
- The Great C. – Der Große C (verfasst am 31. Juli 1952; Erstveröffentlichung in: Cosmos Science Fiction and Fantasy, September 1953)[9]
- The King of the Elves./»Shadrach Jones and the Elves« – Der König der Elfen (verfasst am 4. August 1952; Erstveröffentlichung in: Beyound Fantasy Fiction, September 1953)[8]
- The Trouble with Bubbles. – Der Ärger mit den Kugeln
- The Impossible Planet. – Der unmögliche Planet
- Planet for Transients. – Planet für Durchreisende
- Some Kinds of Life. – Gewisse Lebensformen
- The Hanging Stranger – Der Gehenkte
- Project: Earth. – Projekt: Erde
- The Builder. – Der Erbauer (verfasst am 23. Juli 1952; Erstveröffentlichung in: Amazing, Dezember 1953/Januar 1954)[9]
- The Eyes Have It! – Augen auf!
- Tony and the Beetles. – Tony und die Käfer

1954
- Beyond the Door. – Jenseits der Tür
- The Crystal Crypt. – Die Kristallgruft (Erstveröffentlichung in: Planet Stories, Januar 1954)[6]
- A Present for Pat. – Ein Geschenk für Pat
- The Short Happy Life of the Brown Oxford. – Das kurze glückliche Leben des braunen Halbschuhs (Erstveröffentlichung in: Fantasy & Science Fiction, Januar 1954)[9]
- The Golden Man. – Der goldene Mann (Filmadaption als Next)
- James P. Crow – James P. Crow
- Prominent Author. – Prominenter Autor
- Small Town. – Kleine Stadt
- Survey Team. – Vermessungsteam
- Sales Pitch. – Eine todsichere Masche
- Breakfast at Twilight. – Frühstück im Zwielicht
- Martians Come in Clouds. – Marsianer kommen in Wolken
- The Crawlers. – Die Kriecher
- Of Withered Apples. – Von verdorrten Äpfeln
- Exhibit Piece. – Ausstellungsstück
- Shell Game. – Verwirrspiel
- Adjustment Team. – Umstellungsteam. (Filmadaption als Der Plan)
- Meddler. – Eindringling (verfasst am 24. Juli 1952; Erstveröffentlichung in: Future, Oktober 1954)[9]
- Souvenir. – Souvenir
- A World of Talent. – Ein universales Talent
- Progeny. – Nachwuchs
- Upon the Dull Earth. – Und Friede auf Erden
- The Last of the Masters. – Der letzte Meister
- Prize Ship./»Globe from Ganymede« – Beutestück (verfasst am 14. August 1952; Erstveröffentlichung in: Thrilling Wonder Stories, Winter 1954)[8]
- The Father-Thing. – Das Vater-Ding
- Strange Eden. – Fremdes Paradies
- The Turning Wheel. – Die Drehung des Rades
- Jon's World – Jons Welt

1955
- Foster, You're Dead – Foster, du bist tot
- War Veteran. – Kriegsveteran
- Nanny. – Nanny (verfasst am 26. August 1952; Erstveröffentlichung in: Startling Stories, Frühling 1955)[8]
- Captive Market. – Liefermonopol
- The Hood Maker. – Der Haubenmacher
- The Chromium Fence. – Zwischen den Stühlen
- Service Call. – Kundendienst
- A Surface Raid. – Ein Raubzug auf der Oberfläche
- The Mold of Yancy. – Nach Yancys Vorbild
- Autofac. – Autofab. oder Krieg der Automaten
- Psi-Man Heal My Child! – Psi-Mensch, heil mein Kind!
- Human is … – Menschlich ist

1956
- The Minority Report. – Der Minderheiten-Bericht (Filmadaption als Minority Report)
- To Serve the Master. – Dem Meister zu Diensten
- Pay for the Printer. – Alles hat seinen Preis

1957
- The Unreconstructed M. – Die unverbesserliche M
- Misadjustment. – Fehleinstellung

1958
- Null-O. – Null-O

1959
- Fair Game. – Freiwild
- Recall Mechanism. – Erinnerungsmechanismus
- Explorers We. – Entdecker sind wir
- War Game. – Kriegsspiel

1963
- Stand-by. – Allzeit bereit
- What'll We Do With Ragland Park? – Was machen wir bloß mit Ragland Park?
- The Days of Perky Pat. – Zur Zeit der Perky Pat
- If There Were No Benny Cemoli. – Wenn Benny Cemoli nicht wär

1964
- Waterspider. – Wasserspinne
- Novelty Act. – Komische Nummer
- Oh, To Be a Blobbel. – Ach, als Blobbel hat man’s schwer
- The War with the Fnools. – Der Krieg mit den Fnools
- What The Dead Men Say. – Was die Toten sagen
- A Game of Unchance. – Unglücksspiel
- The Little Black Box. – Die kleine Black Box
- Precious Artefact. – Ein unbezahlbarer Artefakt
- Orpheus With Clay Feet. – Orpheus mit Pferdefuß (erschienen um 1964 in Escape unter dem Pseudonym „Jack Dowland“; in der Kurzgeschichte taucht eine Figur mit diesem Namen selbstreferentiell auf und der Name Philip K. Dick wiederum als Pseudonym)[10]

1965
- Retreat Syndrome. – Schuldkomplex

1966
- We Can Remember It For You Wholesale. – Erinnerungen en gros (Filmadaption als Total Recall)
- Holy Quarrel. – Heiliger Eifer
- Your Appointment will be Yesterday. – Sie haben gestern einen Termin

1967
- Return Match. – Rückspiel
- Faith of Our Fathers. – Glaube unserer Väter

1968
- Not by its Cover. – Einwand per Einband
- The Story to End All Stories. – Die endgültig allerletzte Geschichte

1969
- The Electric Ant. – Die elektrische Ameise

1974
- The Pre-Persons. – Die Präpersonen
- A Little Something for Us Tempunauts. – Ein kleines Trostpflaster für uns Temponauten

1979
- The Exit Door Leads in. – Der Ausgang führt hinein

1980
- Rautavaara's Case – Der Fall Rautavaara
- I Hope I Shall Arrive Soon. – Ich hoffe, ich komme bald an
- Chains of Air, Web of Aethyr. – Ätherfesseln, Luftgespinste

1981
- The Alien Mind. – Eine außerirdische Intelligenz

Postum erschienen:
1984
- Strange Memories of Death. – Merkwürdige Erinnerungen an den Tod

1987
- Stability. – Stabilität (geschrieben 1947 oder früher)[7]
- A Terran Odyssey. – Terranische Odyssee (basiert auf dem Roman Nach der Bombe)
- Cadbury, the Beaver Who Lacked. – Cadbury, der zu kurz gekommene Biber
- The Eye of the Sibyl. – Das Auge der Sibylle
- The Day Mr. Computer Fell out of its Tree – Der Tag, an dem Herrn Computer die Tassen aus dem Schrank fielen
- Fawn, Look Back

1988
- Goodbye, Vincent

1989
- 11-17-80

1992
- The Name of the Game is Death